# Халачский этрап
Халачский этрап (туркм. Halaç etraby) — этрап в Лебапском велаяте Туркменистана.
Образован в январе 1925 года как Халачский район Керкинского округа Туркменской ССР.
В сентябре 1930 Керкинский округ был упразднён и Халачский район перешёл в прямое подчинение Туркменской ССР.
В феврале 1933 Керкинский округ был восстановлен и Халачский район вошёл в его состав.
В ноябре 1939 Халачский район отошёл к новообразованной Чарджоуской области.
В декабре 1943 Халачский район отошёл к новообразованной Керкинской области.
В январе 1963 Халачский район был упразднён.
В январе 1947 Керкинская область была упразднена и Халачский район вернулся в состав Чарджоуской области.
В феврале 1975 Халачский район был восстановлен в составе Чарджоуской области.
14 декабря 1992 года Халачский район вошёл в состав Лебапского велаята и был переименован в Халачский этрап.
25 ноября 2017 года в состав Халачского этрапа включена территория упразднённого Парламентом Туркменистана Гарабекевюлского этрапа.